# لوك رومانو
لوك رومانو (بالإنجليزية: Luke Romano)‏ هو لاعب اتحاد الرغبي نيوزيلندي، ولد في 16 فبراير 1986 في نيلسون في نيوزيلندا.

## وصلات خارجية
- لوك رومانو عل موقع إسبنسكروم (الإنجليزية)
- لوك رومانو على موقع ItsRugby.co.uk (الإنجليزية)